# Basil Poledouris
Basil Poledouris właściwie Basilis Konstantine Poledouris (ur. 21 sierpnia 1945 w Kansas City w stanie Missouri, zm. 8 listopada 2006 w Los Angeles) – amerykański kompozytor greckiego pochodzenia, autor muzyki m.in. do filmów: Conan Barbarzyńca, Conan niszczyciel, Polowanie na Czerwony Październik, RoboCop, Czerwony świt, Żołnierze kosmosu Błękitna laguna, Wind .
W 1969 ożenił się z Bobbie, urodziły im się dwie córki. Najstarsza, Zoë Poledouris, również jest kompozytorką muzyki filmowej.
Zmarł w listopadzie 2006 na raka.

## Filmografia
| kompozytor - Congratulations, It's a Boy! (1971) - Extreme Close-Up (1973) - Three For The Road (1974) - The Andros Targets (1977) - Tintorera (1977) - Wielka środa (Big Wednesday, 1978) - Błękitna laguna (The Blue Lagoon, 1980) - Fire on the Mountain (1981) - Letni kochankowie (Summer Lovers, 1982) - Conan Barbarzyńca (Conan the Barbarian, 1982) - Conan Niszczyciel (Conan the Destroyer, 1984) - Czerwony świt (Red Dawn, 1984) - Protokół (Protocol, 1984) - Amazons (1984) - Dom Boży (The House of God, 1984) - Single Bars, Single Women (1984) - Płatny student (Making the Grade, 1984) - Ciało i krew (Flesh & Blood, 1985) - Strefa mroku (The Twilight Zone, 1985-1989) - Meandry wiedzy (Misfits of Science, 1985) - Żelazny Orzeł (Iron Eagle, 1986) - Cherry model 2000 (Cherry 2000, 1987) - Ziemia poza prawem (No Man’s Land, 1987) - RoboCop (1987) - Ameryka (Amerika, 1987) - Decydująca runda (Split Decisions, 1988) - Pożegnanie z królem (Farewell to the King, 1989) - Wired (1989) - Na południe od Brazos (Lonesome Dove, 1989) - Intruz (Intruder, 1989) - Polowanie na Czerwony Październik (The Hunt for Red October, 1990) - Nasty Boys (1990) - Powrót do błękitnej laguny (Return to the Blue Lagoon, 1991) - Quigley na Antypodach (Quigley Down Under, 1991) |  | - Harley Davidson i Marlboro Man (Harley Davidson and the Marlboro Man, 1991) - Biały Kieł (White Fang, 1991) - Lot Intrudera (Flight of the Intruder, 1991) - Ned Blessing (Ned Blessing: The True Story of My Life, 1992) - Wiatr (Wind, 1992) - Uwolnić orkę (Free Willy, 1993) - Hot Shots! 2 (Hot Shots! Part Deux, 1993) - RoboCop 3 (1993) - Powrót nad Brazos (Return to Lonesome Dove, 1993) - Na zabójczej ziemi (On Deadly Ground, 1994) - Księga dżungli (The Jungle Book, 1994) - W czym mamy problem? (Serial mom, 1994) - Lassie (1994) - Uwolnić orkę 2 (Free Willy 2: The Adventure Home, 1995) - Liberator 2 (Under Siege 2: Dark Territory, 1995) - Zoja (Zoya, 1995) - Moje przyjęcie (It's My Party, 1996) - Chluba Boston Celtics (Celtic Pride, 1996) - Wewnętrzna wojna (The War at Home, 1996) - Incydent (Breakdown, 1997) - Śledztwo nad przepaścią (Switchback, 1997) - Żołnierze kosmosu (Starship Troopers, 1997) - Nędznicy (Les Misérables, 1998) - Gra o miłość (For Love of the Game, 1999) - Mickey Niebieskie Oko (Mickey Blue Eyes, 1999) - Wpadka (Kimberly, 1999) - Cecil B. Demented (2000) - Krokodyl Dundee w Los Angeles (Crocodile Dundee in Los Angeles, 2001) - Perfidna intryga (Love and Treason, 2001) - Flesh + Steel: The Making of 'RoboCop' (2001) - Czort (2001) - The Touch (2002) - Legenda Butcha i Sundance'a (The Legend of Butch & Sundance, 2004) reżyser - Glut (1967) |

## Nagrody
| Rok  | Nagroda               | Kategoria                            | Film / Serial                                    | Rezultat  |
| ---- | --------------------- | ------------------------------------ | ------------------------------------------------ | --------- |
| 1982 | Saturn                | Najlepsza muzyka                     | Conan Barbarzyńca (1982)                         | Nominacja |
| 1988 | Nagroda BMI Film & TV | Nagroda muzyki filmowej              | RoboCop (1987)                                   | Wygrana   |
| 1989 | Emmy                  | Najlepszą muzyka filmowa             | Na południe od Brazos (1989)                     | Wygrana   |
| 1991 | Nagroda BMI Film & TV | Nagroda muzyki filmowej              | Polowanie na Czerwony Październik (1990)         | Wygrana   |
| 1994 | Nagroda BMI Film & TV | Nagroda muzyki filmowej              | Uwolnić orkę (1993)                              | Wygrana   |
| 1998 | Nagroda BMI Film & TV | Nagroda muzyczna specjalnego uznania | Olimpijski hołd dla „The Tradition of the Games” | Wygrana   |